# Новомалыклинский район
Новомалыкли́нский райо́н ( эрзя - Од Молоклань район, тат. Яңа́ Малыклы́ районы́, чув. Ҫӗнӗ Малӑклӑ районӗ) — административно-территориальная единица (административный район) и муниципальное образование (муниципальный район) в левобережной части Ульяновской области России.
Административный центр — село Новая Малыкла.

## География
Новомалыклинский район расположен в левобережной части Ульяновской области, на севере граничит с Республикой Татарстан, Самарской областью, Мелекесским районом Ульяновской области.
Общая площадь района 97,1 тыс. га (2,7 % территории Ульяновской области).
Протяженность территории района:
- с севера на юг — 45 км,
- с запада на восток — 36 км.

Через территорию района проходят железная дорога «Москва — Челябинск», есть ж/д станция «Малыкла» и автомобильные дороги республиканского значения: «Ульяновск — Самара», «Казань — Самара».
Общая протяженность дорог с твердым покрытием — 151,5 км.
Основные расстояния:
- до Ульяновска — 125 км,
- до Самары — 125 км,
- до Тольятти — 110 км.

## История
Ново-Малыклинский район с центром в селе Новая Малыкла был образован 16 июля 1928 года в составе Ульяновского округа, с упразднением Ульяновского округа территория Новомалыклинского района вошла в состав укрупнённого Мелекесского района.
Район был восстановлен 25 января 1935 в составе Средневолжского края.
С 7 февраля 1963 по 12 января 1965 года территория входила в Мелекесский сельский район.

## Население
| 1939    | 1989    | 2002    | 2009    | 2010    | 2011    | 2012    | 2013    | 2014    |
| ------- | ------- | ------- | ------- | ------- | ------- | ------- | ------- | ------- |
| 36 408  | ↘18 851 | ↘17 167 | ↘16 700 | ↘15 379 | ↘15 340 | ↘15 119 | ↘14 941 | ↘14 826 |
| 2015    | 2016    | 2017    | 2018    | 2019    | 2020    | 2021    | 2024    | 2025    |
| ↘14 524 | ↘14 320 | ↘14 162 | ↘13 996 | ↘13 652 | ↘13 355 | ↘12 440 | ↘11 548 | ↘11 199 |

### Занятость
Доля трудоспособного населения — 43,4 %.
Численность экономически активного населения 8,9 тыс. человек.
Уровень безработицы — 5,23 %.

### Национальный состав
По данным Всероссийской переписи населения 2010 года :
- Русские — 4735 (31,1 %)
- Татары — 4433 (29,1 %)
- Мордва-эрзя — 2894 (19 %)
- Чуваши — 2278 (15 %)
- Другие — 5,8 %

### Известные жители
- Баданов, Василий Михайлович (1895—1971) — генерал-лейтенант танковых войск (1942).
- Чернов, Матвей Степанович (1914—1944) — Герой Советского Союза.
- Матросов Александр Матвеевич (1924 -1943 ) - Герой Советского Союза .
- Кузьмин, Петр Иванович — Герой Социалистического Труда, бригадир колхоза им. Ф. Энгельса (с. В. Якушка)[27].
- Ермолаева, Вера Александровна — Герой Социалистического Труда, звеньевая колхоза им. Ф. Энгельса (с. В. Якушка).
- Ваньчев, Николай Иванович — Герой Социалистического Труда, старший агроном Новомалыклинской МТС.
- Живайкин, Владимир Данилович — Герой Социалистического Труда, бригадир тракторной бригады Новомалыклинской МТС[28].
- Жуков, Фёдор Семёнович — Герой Социалистического Труда, старший механик Новомалыклинской МТС (с. В. Якушка)[29].
- Лаврова, Вера Васильевна — Герой Социалистического Труда, главный врач Новочеремшанской больницы, Новомалыклинский район.
- Салмин, Алексей Фёдорович — Герой Социалистического Труда, директор Новомалыклинской МТС.
- Сяплов, Фёдор Алексеевич — Герой Социалистического Труда, председатель колхоза им. Ф. Энгельса (с. В. Якушка), род. в с. Новая Бесовка[30],
- Зотов, Зиновий Фёдорович — Герой Социалистического Труда, родился в селе  Новая Бесовка[31].
- Митрофанов, Михаил Васильевич — Герой Социалистического Труда, родился в селе Старая Бесовка[32]

## Административное деление
Новомалыклинский административный район в рамках административно-территориального устройства области делится на 5 сельских округов.
Одноимённый муниципальный район в рамках организации местного самоуправления (муниципального устройства) включает 5 муниципальных образований со статусом 5 сельских поселений.
Сельские округа соответствуют сельским поселениям.
| № | Муниципальное образование             | Админ. центр          | Количество населённых пунктов | Население (чел.) | Площадь (км²) |
| - | ------------------------------------- | --------------------- | ----------------------------- | ---------------- | ------------- |
| 1 | Высококолковское сельское поселение   | село Высокий Колок    | 8                             | ↘1522            | 286,44        |
| 2 | Новомалыклинское сельское поселение   | село Новая Малыкла    | 11                            | ↘4393            | 134,20        |
| 3 | Новочеремшанское сельское поселение   | село Новочеремшанск   | 5                             | ↘2935            | 250,90        |
| 4 | Среднесантимирское сельское поселение | село Средний Сантимир | 4                             | ↘1501            | 120,01        |
| 5 | Среднеякушкинское сельское поселение  | село Средняя Якушка   | 5                             | ↘2089            | 179,67        |

### Населённые пункты
В районе находятся 33 населённых пункта (все — сельские):
| №  | Населённый пункт   | Тип     | Население | Муниципальное образование             |
| -- | ------------------ | ------- | --------- | ------------------------------------- |
| 1  | Абдреево           | село    | ↘241      | Высококолковское сельское поселение   |
| 2  | Александровка      | посёлок | 0         | Высококолковское сельское поселение   |
| 3  | Александровка      | село    | ↘511      | Новомалыклинское сельское поселение   |
| 4  | Амировка           | посёлок | 84        | Новомалыклинское сельское поселение   |
| 5  | Амировка           | разъезд | 0         | Новомалыклинское сельское поселение   |
| 6  | Баткак             | посёлок | 27        | Новомалыклинское сельское поселение   |
| 7  | Верхняя Тюгальбуга | деревня | 0         | Новочеремшанское сельское поселение   |
| 8  | Верхняя Якушка     | село    | ↘742      | Среднеякушкинское сельское поселение  |
| 9  | Вороний Куст       | село    | 375       | Новочеремшанское сельское поселение   |
| 10 | Высокий Колок      | село    | ↘611      | Высококолковское сельское поселение   |
| 11 | Гимрановка         | посёлок | 23        | Новомалыклинское сельское поселение   |
| 12 | Елховый Куст       | село    | ↘526      | Высококолковское сельское поселение   |
| 13 | Ивановка           | посёлок | ↘3        | Среднесантимирское сельское поселение |
| 14 | Красное Озеро      | село    | 0         | Новочеремшанское сельское поселение   |
| 15 | Лабитово           | село    | ↘177      | Высококолковское сельское поселение   |
| 16 | Молот              | посёлок | 4         | Высококолковское сельское поселение   |
| 17 | Нижняя Тюгальбуга  | посёлок | 4         | Новомалыклинское сельское поселение   |
| 18 | Нижняя Якушка      | село    | ↘547      | Среднеякушкинское сельское поселение  |
| 19 | Новая Бесовка      | село    | ↘360      | Высококолковское сельское поселение   |
| 20 | Новая Куликовка    | село    | ↘189      | Высококолковское сельское поселение   |
| 21 | Новая Малыкла      | село    | ↘3273     | Новомалыклинское сельское поселение   |
| 22 | Новочеремшанск     | село    | ↘2921     | Новочеремшанское сельское поселение   |
| 23 | Новый Сантимир     | посёлок | ↘61       | Новомалыклинское сельское поселение   |
| 24 | Обамза             | разъезд | 0         | Среднеякушкинское сельское поселение  |
| 25 | Средний Сантимир   | село    | ↘1027     | Среднесантимирское сельское поселение |
| 26 | Средняя Якушка     | село    | ↘745      | Среднеякушкинское сельское поселение  |
| 27 | Станция Якушка     | посёлок | 690       | Новомалыклинское сельское поселение   |
| 28 | Старая Бесовка     | село    | ↘458      | Среднесантимирское сельское поселение |
| 29 | Старая Куликовка   | село    | ↘243      | Новомалыклинское сельское поселение   |
| 30 | Старая Малыкла     | село    | ↘364      | Среднеякушкинское сельское поселение  |
| 31 | Старая Тюгальбуга  | село    | 669       | Новочеремшанское сельское поселение   |
| 32 | Старый Сантимир    | село    | ↘316      | Среднесантимирское сельское поселение |
| 33 | Эчкаюн             | село    | 188       | Новомалыклинское сельское поселение   |

### Упраздненные населенные пункты
- село Зин Овраг [36]
- село Малиновка[37]

## Местное самоуправление
Главы района
Крымкин Виктор Петрович
Гришин Сергей Валентинович
- Мухутдинов Ильяс Някитдинович
- Ильин Владимир Павлович

Главы администрации района
- Пуреськина Анастасия Дмитриевна
- Мухутдинов Ильяс Някитдинович

## Инфраструктура
Район на 90 % газифицирован.
- Новочеремшанский государственный охотничий заказник[38][39]

## Комментарии
1. ↑  Постановление Всероссийского Центрального Исполнительного Комитета «О составе округов, районов и их центрах Средне-Волжской области» от 16 июля 1928 года[6].
2. ↑  Постановление ЦИК и СНК СССР от 28 июня 1930 года[6].
3. ↑  Решение исполкомов Ульяновского областного (сельского) и областного (промышленного) Советов депутатов трудящихся № 85/2 от 7 февраля 1963 г. «Об укрупнении сельских районов, образовании промышленных районов и изменении подчиненности районов и городов Ульяновской области»[7].
4. ↑  Указ Президиума Верховного Совета РСФСР от 12 января 1965 г.[8].